# Хворостян, Александр Григорьевич
Александр Григорьевич Хворостян (род. 26 апреля 1943) — украинский советский деятель, забойщик шахты имени Ленина производственного объединения «Артемуголь» Донецкой области. Герой Социалистического Труда (2.03.1981). Депутат Верховного Совета СССР 11-го созыва.

## Биография
Родился в крестьянской семье в селе Закотное, Новопсковского района, Луганской области. С 1960 года — колхозник колхоза имени Димитрова.
В 1962 году окончил строительное училище по спецпальности - каменщик. В 1962 году работал огнеупорщиком Донецкого специализированного управления «Теплобуд».
В 1962—1964 годах — служба в Советской армии.
С 1964 года — лесогон, горный рабочий, подземный связист шахты имени Ленина производственного объединения «Артемуголь» города Горловки Донецкой области.
Член КПСС с 1969 года.
С 1970 года — забойщик, бригадир забойщиков ордена Октябрьской Революции шахты имени Ленина производственного объединения «Артемуголь» города Горловки Донецкой области.
Потом — на пенсии в городе Горловке Донецкой области. Домохозяйство А.Г. Хворостяна было затронуто обстрелами в ходе вооружённого конфликта на востоке Украины. 
Умер в 2016 году в Горловке в ходе этого конфликта. 

## Награды
- Герой Социалистического Труда (2.03.1981)
- орден Ленина (2.03.1981)
- орден Трудового Красного Знамени
- медали
- полный кавалер знака «Шахтерская слава»
- Почётная грамота Президиума Верховного Совета Украинской ССР
- Почётный шахтёр СССР